# 本肯
本肯（德語：Benken）是瑞士联邦苏黎世州安德尔芬根区的市镇。该市镇面积为5.66平方千米，海拔高度420米，2018年12月31日人口数为855。

## 外部連結
- 本肯官方网站 （页面存档备份，存于） （德文）